# Irrbach (Ehebach)
Der Irrbach ist ein etwas über 6 km langer Bach im Gebiet von Markt Nordheim im mittelfränkischen Landkreis Neustadt an der Aisch-Bad Windsheim, der an der Ostgrenze der Gemeinde zu Markt Sugenheim nahe an dessen Pfarrdorf Krautostheim von links und etwa Westen in den oberen Ehebach mündet.

## Geographie

### Verlauf
Der Irrbach entsteht etwa 150 Meter südwestlich der südwestlichen Häusergruppe der Siedlung Wüstphül des Marktes Nordheim, innerhalb dessen Gebiet oder zuletzt an dessen Rand zur Nachbargemeinde Markt Sugenheim es bis zu seiner Mündung verbleibt. Dort an der Innenseite des Bogens der Kreisstraße NEA 31 beginnt auf etwa 341 m ü. NHN ein anfangs südöstlicher, unbeständig wasserführender Grabenlauf neben Feldwegen und an Grundstücksgrenzen. Nach etwa 600 Metern wendet er sich für die nächsten etwa 1,2 km nach Nordosten, nun steht am Ufer des nun dauerhafter durchflossenen Grabens neben dem begleitenden Feldweg erstmals sporadisch Gehölz.
Auf immer noch etwa 340 m ü. NHN durchquert er die südöstliche Hofgruppe von Wüstphül und kehrt sich gleich danach nach Osten. Am Rand eines kleinen bald folgenden Waldgebietes zu den Feldern im Süden beginnt sein Lauf in einer krautigen Senke zwischen oft baumbestandenen Ufern zu pendeln. Nach dem Wald passiert er in selber Weise an deren Südseite eine Gipsgrube auf den Sieben Buckeln, einer von Lösungsdolinen geprägten Subrosionslandschaft. Danach fließt er den restlichen knappen Kilometer bis zur St 2256 wieder als fast gerader und kahler Graben zwischen Feldern.
Er unterquert die Staatsstraße und teilt sich auf der anderen Seite an einem Wäldchen auf etwa 320 m ü. NHN in zwei Unterläufe. Der Irrbach genannte rechte läuft noch gut 300 Meter schnurgerade, aber nun mit Baumbewuchs, neben einem Feldweg als Grenzbach zu Markt Sugenheim nach Südosten und fließt dann auf etwa 319 m ü. NHN etwa 0,6 km südwestlich des Ortsrandes von dessen Pfarrdorf Krautostheim von links in den oberen Ehebach ein, der hier selbst ein noch nicht wesentlich größerer Graben ist.
Der Irrbach mündet nach einem 5,2 km langen Lauf mit mittlerem Sohlgefälle von nur etwa 4,2 ‰ ungefähr 22 Höhenmeter unterhalb seines Ursprungs.
Der linke Teilungsarm Quellenbach dagegen fließt etwa östlich im Gebiet von Markt Sugenheim weiter, erreicht nach etwa 0,4 km wieder die Nähe der Staatsstraße und folgt dieser bis an den südwestlichen Ortsrand von Krautostheim. Nachdem er die in Richtung Humprechtsau führende Straße unterquert hat, passiert er den Klärteich am südlichen Ortsrand und erreicht dann auf etwa 317 m ü. NHN von links den Ehebach.
Der Quellenbach mündet nach einem ca. 1,3 km langen Lauf mit mittlerem Sohlgefälle von rund 1,6 ‰ ungefähr 2 Höhenmeter unterhalb seines Ursprungs, er entwässert ein unterhalb der Teilung ca. 0,5 km² großes Gebiet.

### Einzugsgebiet
Der Irrbach (ohne Quellenbach) hat ein etwa 6,1 km² großes Einzugsgebiet, das nach naturräumlichem Gliederungsvorschlag im Unterraum Südlicher (Vorderer) Steigerwald des Steigerwaldes liegt. Der höchste Punkt ist der Gipfel des Stellenbergs auf 422 m ü. NHN an seiner Nordgrenze. Reihum grenzt es an die Nachbareinzugsgebiete
- des Geroldsbachs im Norden, der über die Kleine Ehe weiter abwärts ebenfalls in den Ehebach entwässert
- des eigenen Teilungsarms Quellenbach nur kurz im Osten
- des oberen Ehebachs selbst im Süden, dessen Abfluss über die Aisch und die Regnitz weit oben den Main erreicht
- des Schwemmseegrabens im Westen, der über die Gollach und die Tauber viel weiter abwärts zum Main entwässert.

Die hydrologisch bedeutendste Wasserscheide ist deshalb die letztgenannte zur Gollach im Westen, die morphologisch jedoch allenfalls in ihrem nördlichen Abschnitt auffällig ist.
Bewaldet ist der nördliche Teil des Einzugsgebietes am Südabfall eines Höhenzuges von In der Helle (416 m ü. NHN) über den Stellenberg (422 m ü. NHN) bis zuletzt zum Sporn (416 m ü. NHN) der Burgruine Hohenkottenheim am Ostende, dazu eine kleinere Waldinsel links des Mittellaufes. Der wenig größere im Süden ist offen und wird überwiegend ackerbaulich genutzt. Der einzige Ort im Einzugsgebiet und auch teilweise am Lauf ist die verstreute Siedlung Wüstphül von Markt Nordheim, zu dem auch das ganze Einzugsgebiet gehört, mit Ausnahme nur eines Randzwickels der Gemeinde Weigenheim am Berg In der Helle.
Im Einzugsgebiet steht überwiegend Gipskeuper (Grabfeld-Formation) an, mit deutlich geringerem Flächenanteil und meist im Süden auch der geologisch tiefere Unterer Keuper. Auf den Gipskeuper im Untergrund weisen die nur seltenen und wenig beständigen oberflächlichen Zuflüsse von den deutlich höheren Lagen im Norden hin, das teils unruhige Höhenprofil und die Gipsdolinen im Bereich des Naturschutzgebietes Gipshöhle Höllern und Gipshügel Sieben Buckel links am Mittellauf. Dort gibt es knapp unter Bodenhöhe eine rund einen Kilometer lange, als Geotop ausgewiesene Auslaugungshöhle. (Zutritt nicht öffentlich.) Da der Abfluss im subrodierten Untergrund sich an den Kluftrichtungen des Grundgipses ausrichtet, kann die anhand des Höhenprofils bestimmte Größe des Einzugsgebietes merklich von seiner tatsächlichen Größe abweichen.
Die grobmaßstäbliche Geologische Karte 1:500.000 zeigt einen südlich bis südöstlich verlaufenden tektonischen Horst über den oder vielleicht nur links des Mittellaufs, wo statt davor und danach Gipskeuper der tiefere Unterkeuper an der Oberfläche liegt, auffälligerweise auch im Bereich des genannten Naturschutzgebietes und des Gipsabbaus; vermutlich liegt hier ein Generalisierungsfehler vor.

### Zuflüsse und Seen
Dem Irrbach nimmt fast nur unbeständig wasserführende Gräben entlang von Feldwegen auf.
An den von ihm getrennten zwei Höfen von Wüstphül fließt aus dem Nordwesten vom Waldrand her ein 1,0 km langer, unbeständiger Bach mit einem ca. 2,2 km² großen oberflächlichen Einzugsgebiet zu, der sich im Bereich der nördlichen Siedlungsgruppe von Wüstphül in zwei Arme teilt, von denen der eine dort die zwei jeweils etwa 0,3 ha großen Teile des Hofsees durchfließt.
Aus dem Waldgebiet links des Mittellaufs zieht eine im oberen Bereich geteilte Wiesenaue südöstlich zum Irrbach, die ca. 1,0 km lang ist und ein ca. 0,4 km großes Geländebecken hat, jedoch auf der Karte keinen eingetragenen und auf Luftbildern keinen erkennbaren Lauf.

### BayernAtlas („BA“)
Amtliche Online-Gewässerkarte mit passendem Ausschnitt und den hier benutzten Layern: Lauf und Einzugsgebiet des Irrbachs

Allgemeiner Einstieg ohne Voreinstellungen und Layer: BayernAtlas der Bayerischen Staatsregierung (Hinweise)
1. 1 2 3 4 5  Höhe abgefragt auf dem Hintergrundlayer Amtliche Karte (Rechtsklick).
2. 1 2 3 4  Länge abgemessen auf dem Hintergrundlayer Amtliche Karte.
3. 1 2 3 4  Einzugsgebiet abgemessen auf dem Hintergrundlayer Amtliche Karte.
4. 1 2 3  Höhe nach schwarzer Beschriftung auf dem Hintergrundlayer Amtliche Karte.
5. ↑  Geologie nach dem Layer Geologischen Karte 1:500.000.
6. ↑  Seefläche abgemessen auf dem Hintergrundlayer Amtliche Karte.

### Sonstige
1. ↑  Karl Albert Habbe: Die naturräumlichen Einheiten auf Blatt 153 Bamberg – Ein Problembündel und ein Gliederungsvorschlag. In: Mitteilungen der Fränkischen Geographischen Gesellschaft 2003/2004, S. 55–102 (PDF-Download)